# Église Saint-Denis de Chérence
L'église Saint-Denis est une église catholique située à Chérence, en France. Elle possède une nef romane parmi les plus anciennes du Vexin français, qui a toutefois perdu presque tout son intérêt archéologique du fait des remaniements successifs. C'est surtout un ensemble harmonieux de neuf travées du XVIe siècle qui fait l'intérêt de l'église Saint-Denis, comportant un transept, un chœur de deux travées et deux chapelles latérales. La progression successive du style flamboyant vers le style Renaissance y est parfaitement visible. L'église est classée monument historique depuis 1962.

## Localisation
L'église est située dans le département français du Val-d'Oise, sur la commune de Chérence, rue de l'Église.

## Historique
L'église Saint-Denis est d'origine romane, et les étroites baies plein cintre dans son mur septentrional permettent de conclure à une construction à la fin du XIe siècle. Il demeure impossible à déterminer à quoi ressemblait exactement cette église primitive. D'après Corbasson et al., le clocher serait également d'origine romane mais aurait été remanié à un tel point qu'aucune trace d'architecture romane ne soit plus visible. Duhamel n'est pas de cet avis ; d'après lui, tout le reste de l'église aurait été construit dans une seule et longue campagne au cours du XVIe siècle. Une inscription sur une voûte de la chapelle sud-ouest mentionne l'année 1556. Étant donné que cette voûte est la seule à afficher un franc style Renaissance, on peut conclure que cette partie de l'église est la plus récente, et que le gros œuvre a donc été achevé en 1556,.
L'édifice est classé au titre des monuments historiques par arrêté du 9 juillet 1962.

## Description
L'église Saint-Denis se compose de deux parties bien distinctes, à savoir une nef romane assez spacieuse de la fin du XIe siècle, et d'un ensemble homogène du XVIe siècle de transept, clocher central au-dessus de la croisée du transept, chœur de deux travées au chevet à pans coupés et deux chapelles latérales du chœur, portant sur deux travées chacune. Les croisillons ont des grands pignons communs avec les chapelles avoisinantes, alors que les chapelles orientales ont des pignons indépendants, donnant également sur le nord et sur le sud. 
La nef est dépourvue de contreforts. Du fait qu'elle soit plus large que le carré du transept, elle a pu être directement relié aux bras du transept par d'étroits passages. Le plafond est voûté en berceau en bois, et les murs sont parfaitement nus à l'intérieur. Trois étroites fenêtres plein cintre de la fin du XIe siècle subsistent toutefois au nord. Leurs homologues au sud ont été bouchées et ne restent plus visibles que depuis l'extérieur. À cette exception près, le caractère roman de l'édifice s'est perdu à la suite des remaniements successifs. Il n'existe, par exemple, plus de portail roman. Le portail occidental est en anse de panier et surmontée par une baie plein cintre moderne ; le portail nord est en tiers-point. Une tourelle d'escalier octogonale occupe l'angle entre le mur du nord et le croisillon nord.
La structure des neuf travées du XVIe siècle appartient à l'gothique, et le décor intérieur évolue du style flamboyant vers le style Renaissance au sud, mais toutes les baies sont toutefois en tiers-point, ce qui est également le cas des ouvertures du clocher. Les travées sont voutées sur croisées d'ogives dont les nervures retombent sur des culs-de-lampe au nord et sur des consoles au sud, alors qu'elles sont pénétrantes dans le vaisseau central, c'est-à-dire qu'elles se fondent dans les piliers. Une voûte cependant, celle de la chapelle sud-ouest à côté du croisillon sud, répond au gôut de la Renaissance, et son centre est occupé par un carré dans lequel se croisent les nervures. Aux cinq points de rencontre, des médaillons ont été apposés. 
Le remplage des fenêtres est de style flamboyant en ce qui concerne les trois travées du nord et le chevet, et de style Renaissance en ce qui concerne les trois travées du sud. Le chevet ne possède par ailleurs qu'une unique baie, les murs posés en biais étant aveugle. Des contreforts épaulent les murs aux extrémités et à la limite entre deux travées. Aux quatre extrémités, l'on ne trouve qu'un unique contrefort posé en biais, ce qui indique déjà la transition vers la Renaissance. Les contreforts des façades nord et sud se terminent par des pinacles, à l'exception de ceux au centre des grands murs pignon, qui se poursuivent au-delà des pinacles jusqu'aux sommets des murs. Les contreforts du chevet se terminent par un glacis. Le clocher ne compte qu'un seul étage de faible hauteur, ajouré sur chaque face d'une baie en tiers-point avec un remplage flamboyant. Le toit est à deux croupes,.

## Mobilier
L'église renferme trois éléments du mobilier classés monuments historiques au titre des objets :
- Une statue en pierre de la Vierge à l'Enfant du XVe siècle[4] ;
- Les deux clôtures de chœur en bois, travail de menuiserie du XVIe siècle[5] ;
- La cloche en bronze de 1591, portant l'inscription : « L'an mil cinq cens IIII XX et onz fumes faides pour Anne Alixandre et Marin Lecoq trésoriers l'église St Denis de Cheréces »[6].